# 森近運平
森近 運平（もりちか うんぺい、1881年〈明治14年〉1月20日 - 1911年〈明治44年〉1月24日）は、日本の社会主義活動家。
幸徳事件（大逆事件）で処刑された12名の1人。

## 略歴

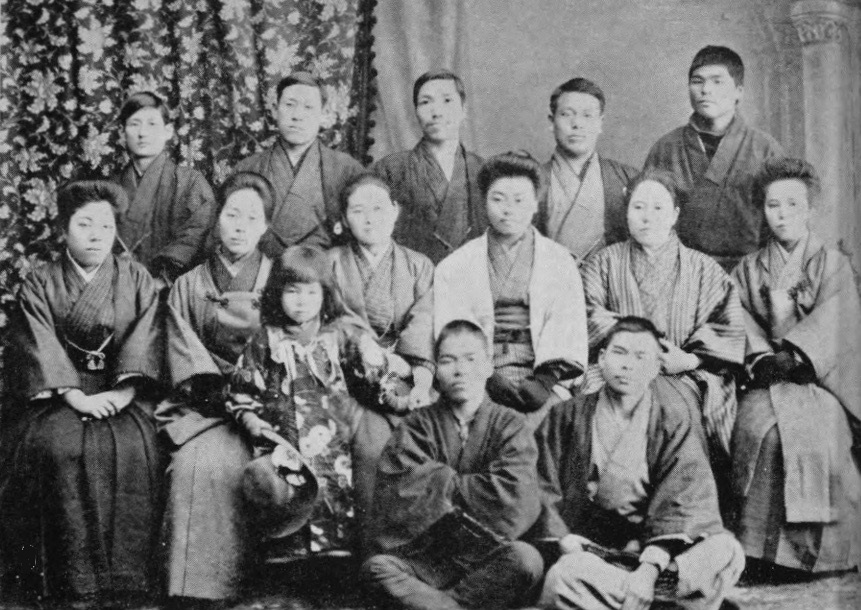
後列：左から、山川均、守田有秋、森近運平、堺利彦、佐藤悟。
中列：左から一人おいて、堺爲子、少女時代の堺真柄、山川の妻の大須賀里子。

岡山県後月郡高屋村（現：岡山県井原市高屋町）出身で、岡山県立農事講習所を卒業後に岡山県職員に採用される。ある日行われた会議の場で戦時国債の不買を呼びかける演説を行ったとして免官となり、1906年（明治39年）2月に日本社会党の結成に参加する。翌年にはジャーナリストの宮武外骨の支援によって「大阪平民新聞」を創刊して社会主義運動に加わるが、1909年（明治42年）に幸徳秋水ら同志と倫理観で意見が対立し、岡山に帰郷した。岡山に戻った森近は、地元で当時「高等園芸」と呼ばれた温室栽培などの農業の改良運動に従事した。
1910年（明治43年）の幸徳事件（大逆事件）によって逮捕された。森近と共に農業の改良運動に取り組んでいた地元の農民らは無実を信じ、森近の遠縁で教育者・宗教者の佐藤範雄に助命を依頼した。佐藤は要請を受けて岡山県知事や岡山県警察部長と打ち合わせて上京し、内務省警保局長・有松英義に対して助命嘆願をしたが1911年（明治44年）1月18日に大逆罪で死刑となり、6日後の1月24日に死刑が執行された。30歳没。
森近は生前、同日に死刑が執行された古河力作と共に、処刑後に自身の遺体を解剖研究用の献体とするように遺言していたため、堺利彦はあらかじめ東京大学法医学教室の片山国嘉に遺体の引き取りを依頼していたが、直前で圧力がかかり解剖が取り止めとなった。激怒した堺はこのまま遺体を放置することを考えたが、3日後の27日に東京・下落合の火葬場で遺体を荼毘に付し、遺灰を遺族に渡した。

## 関連する作品
- 『100年の谺（こだま）〜大逆事件は生きている』 （ドキュメンタリー映画、2013年）[2]